# جوقة عزيزة (مسلسل)
جوقة عزيزة هو مسلسل تلفزيوني تاريخي سوري عُرض في شهر رمضان عام 1443 هـ (2 أبريل 2022م)، من بطولة سلوم حداد، أيمن رضا، هبة نور، نسرين طافش، وسام حنا وعدنان أبو الشامات، من تأليف خلدون قتلان، ومن إخراج تامر إسحاق.

## قصة المسلسل
يحكي المسلسل عن عزيزة خوخة الراقصة التي سحرت القلوب في بلاد الشام خلال ثلاثينيات القرن الماضي ولُقبت بملكة المسرح، في حقبة الاحتلال الفرنسي لسوريا، ووقوع كولونيل فرنسي في حبها ومحاولته السيطرة عليها لكي تبادله نفس الشعور.

## الممثلون
- سلوم حداد (حمدي حميها)
- نسرين طافش (عزيزة خوخة)
- أيمن رضا (أنيس)
- هبة نور (منيرة فرفش معنا)
- وسام حنا (ديمتري)
- عدنان أبو الشامات (إسحاق)
- علي كريم (أبو محمد القفل)
- غنوة محمود (شارلوت)
- سليم صبري (فياض الطشت)
- إيمان عبد العزيز (فريدة الرجفان)
- عاصم حواط (تحسين)
- نورا رحال (سهام)
- يزن خليل (شكري الطشت)
- وفاء موصللي (أم راشد)
- محمد حداقي
- تسنيم باشا (ابتسام)
- محمد خاوندي (أبو فهد الرواس)
- آنا السيد (بغاجا)
- أحمد رافع (المختار)
- نادين قدور (مبرومة)
- فادي الشامي (طرزان)
- جانيار حسن (محلاية)
- الليث المفتي (مختار)
- تولاي هارون (أم محمد)
- أمانة والي (أم شكري)
- رنا العظم (كشكش)
- عبد الرحمن قويدر (سيمون)
- جمال العلي (أبو كاسم الشلفطان)
- زينة بارافي (صالحة)
- حسام تحسين بيك (أبو راشد)
- وائل زيدان (عزت أزيرة)
- يزن السيد (الملازم خليل)
- سعد مينه (الشيخ سعيد)
- سالي بسمة (قطايف)
- عبد الفتاح المزين (أبو سهيل قضامة)
- روبين عيسى (إنشراح)
- كرم الشعراني (عزمي نسوان)
- يحيى بيازي (عادل)
- خالد القيش (كابتن طارق)
- نوار سعد الدين (أبو يعقوب السطل)
- إليانا سعد (زاهية الطشط)
- حمادة سليم (عوني العوايني)
- سهير صالح